# Klewor
Klewor är en administrativ by i Indonesien.   Den ligger i provinsen Jawa Tengah, i den västra delen av landet, 400 km öster om huvudstaden Jakarta. Klewor ligger vid sjön Waduk Kedungombo.